# Gold River
Gold River és una concentració de població designada pel cens dels Estats Units a l'estat de Califòrnia. Segons el cens del 2000 tenia 8.023 habitants.

## Demografia
Segons el cens del 2000, Gold River tenia 8.023 habitants, 3.180 habitatges, i 2.391 famílies. La densitat de població era de 1.164,5 habitants/km².
Dels 3.180 habitatges en un 34,4% hi vivien nens de menys de 18 anys, en un 67,6% hi vivien parelles casades, en un 5,6% dones solteres, i en un 24,8% no eren unitats familiars. En el 20,2% dels habitatges hi vivien persones soles el 7,2% de les quals corresponia a persones de 65 anys o més que vivien soles. El nombre mitjà de persones vivint en cada habitatge era de 2,51 i el nombre mitjà de persones que vivien en cada família era de 2,91.
Per edats la població es repartia de la següent manera: un 24,8% tenia menys de 18 anys, un 3,3% entre 18 i 24, un 25,8% entre 25 i 44, un 32,3% de 45 a 60 i un 13,9% 65 anys o més.
L'edat mediana era de 43 anys. Per cada 100 dones de 18 o més anys hi havia 88,5 homes.
La renda mediana per habitatge era de 92.028 $ i la renda mediana per família de 98.842 $. Els homes tenien una renda mediana de 67.905 $ mentre que les dones 48.452 $. La renda per capita de la població era de 42.341 $. Entorn del 0,5% de les famílies i el 0,9% de la població estaven per davall del llindar de pobresa.

## Poblacions més properes
El següent diagrama mostra les poblacions més properes.